# Supercoppa serba 2016 (pallavolo maschile)
La Supercoppa serba 2016 si è svolta il 6 ottobre 2016: al torneo hanno partecipato due squadre di club serbe e la vittoria finale è andata per la quinta volta all'Odbojkaški klub Crvena zvezda.

## Regolamento
Le squadre hanno disputato una gara unica.

## Squadre partecipanti
| Squadra      | Qualificazione                                       | Ultima partecipazione |
| ------------ | ---------------------------------------------------- | --------------------- |
| Mladi Radnik | Finalista Coppa di Serbia 2015-16                    | Debutto               |
| Stella Rossa | Vincitrice Superliga 2015-16/Coppa di Serbia 2015-16 | Supercoppa serba 2015 |

## Torneo
| 6 ottobre 2016 Sportski centar Požarevac, Požarevac Durata: 2h:01 - Spettatori: 3 000 | Mladi Radnik | 2 - 3 | Stella Rossa | 16-25, 27-25, 14-25, 25-20, 12-15 |